# شركة كاليفورنيا بوريتو
شركة كاليفورنيا بوريتو هي سلسلة مطاعم وجبات سريعة متخصصة في البوريتو. بدأها جوردان ميتزنر وسام نادلر وكريس بيرنز في عام 2006 في بوينس آيرس. يوجد الآن 4 متاجر في بوينس آيرس، و12 متجرًا في كولومبيا، ومتجر واحد في سانتياغو، تشيلي، ومتجر واحد في قرطبة، بالأرجنتين، ومتجر واحد في كوينكا، الإكوادور.

## تاريخ
التحق ميتزنر ونادلر بجامعة إنديانا وتخرجا في عام 2005. درس كلاهما إدارة الأعمال في كلية كيلي للأعمال. بعد الكلية، انتقل ميتزنر ونادلر إلى بوينس آيرس وبدأوا بناء أول مطعم.
افتتح أول فرع لها في أبريل 2006. اضم شركاء جدد للشركة في عام 2008. افتتحت شركة كاليفورنيا بوريتو فرعها الثاني في أبريل 2009 في باليرمو سوهو. افتتحت شركة كاليفورنيا بوريتو فرعها الثالث في يونيو 2009 في دوت بايرز، ولكن أغلق في سبتمبر 2012.
افتتحت شركة كاليفورنيا بوريتو أول متجر لها في قرطبة، الأرجنتين في نوفمبر 2009، في باتيو أولموس مول. وافتتحت الشركة فرعًا لها في مارس 2011 في مونتيفيديو، أوروغواي.

## روابط خارجية
- الموقع الرسمي